# Microrégion d'Ijuí
Encore La microrégion d'Ijuí est une des microrégions du Rio Grande do Sul appartenant à la mésorégion du Nord-Ouest du Rio Grande do Sul. Elle est formée par l'association de quinze municipalités. Elle recouvre une aire de 5 100,402 km2 pour une population de 183 142 habitants (IBGE - 2005). Sa densité est de 35,9 hab./km2. Son IDH est de 0,784 (PNUD/2000). Elle est limitrophe de l'État de Santa Catarina.

## Municipalités[1]
- Ajuricaba
- Alegria
- Augusto Pestana
- Bozano
- Chiapetta
- Condor
- Coronel Barros
- Coronel Bicaco
- Ijuí
- Inhacorá
- Nova Ramada
- Panambi
- Pejuçara
- Santo Augusto
- São Valério do Sul

## Microrégions limitrophes
- Frederico Westphalen
- Carazinho
- Cruz Alta
- Santo Ângelo
- Santa Rosa
- Três Passos